# 27, rue de la Paix
Pour plus de détails, voir Fiche technique et Distribution.
27, rue de la Paix est un film français réalisé par Richard Pottier, sorti en 1936.

## Synopsis
Gloria, Renée Saint-Cyr, cherche à divorcer de son tumultueux mari, Denis, Jules Berry. Elle se tourne pour cela vers un avocat, Jean Galland, lié autant à elle qu'à Denis, et envisage de faire témoigner à charge Jenny, Suzy Prim, la maîtresse éconduite de son mari.
Mais le corps de Jenny est retrouvé mort dans la Seine et les preuves s'accumulent contre Denis. Alice, Gaby Basset, une jeune et intrépide journaliste, amoureuse de lui, est déterminée à le sauver.
Après moult rebondissements, Denis sera acquitté et Gloria épousera l'avocat.

## Fiche technique
- Titre français : 27, rue de la Paix
- Réalisation : Richard Pottier
- Scénario : Carlo Rim et Jacques Prévert d'après la pièce Chain of Evidence de Thomas Forster
- Musique : Joe Hajos
- Directeur de la photographie : Enzo Riccioni
- Société de production : Milo-Film
- Pays de production :  France
- Format :  Noir et blanc - 1,37:1 - 35 mm - son mono
- Genre : Film policier
- Durée : 100 minutes
- Dates de sortie :
  - France : 13 novembre 1936
- Affiche : Claire Finel (France)

## Distribution
- Renée Saint-Cyr : Gloria Grand
- Suzy Prim : Jenny Clarens
- Jules Berry : Denis Grand
- Jean Galland : Maître Jean Bernard
- Gaby Basset : Alice Perrin
- Junie Astor : Olly
- Gabriel Signoret : Le procureur Montfort
- Jean Wall : Furet
- Julien Carette : Jules
- René Génin : Jules Fouillard
- Serjius
- Viviane Gosset
- Georges Paulais
- Philippe Richard
- Georges Péclet
- Anthony Gildès
- Jacques Berlioz